# Educație muzicală
Educația muzicală este o disciplină care se ocupă cu predarea conceptelor fundamentale ale muzicii și practica muzicală.

## Grecia Antică
În Grecia Antică muzica avea un rol deosebit în educația tinerilor. Aceasta se datorează opiniei conform căreia muzica este necesară pentru dezvoltarea simțului pentru frumos (greacă to kalon), crucial în viață, de la o vârstă fragedă, într-un context simplu și ușor de apreciat. Acest simț va ghida în viitor alegerile tânărului sau omului matur în multe alte domenii.

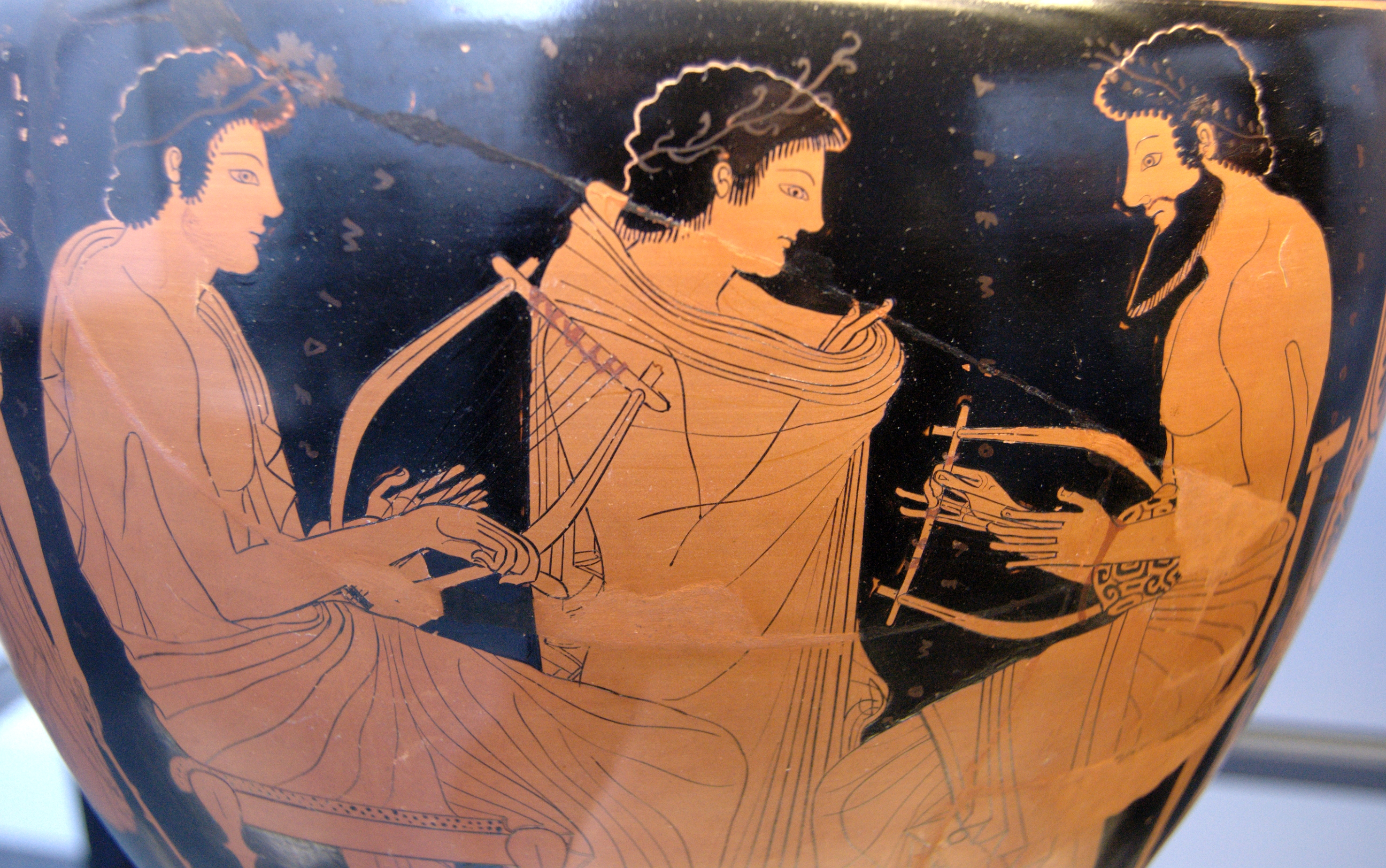
O lecție de muzică în Grecia Antică (aprox. 510 î.Hr.)

## Evul Mediu
Muzica, parte a quadriviumului (alături de aritmetică, geometrie și astronomie), a fost o parte importantă a studiilor în universitățile medievale. În aceste studii muzicale, accentul a fost pus pe concepte teoretice utilizând metodele scolasticii. Pregătirea practică a muzicienilor avea loc privat, de către profesori particulari, în bresle sau în familie.

## Perioada modernă
Conservatoarele moderne pregătesc muzicieni în domeniul practic și teoretic, în compoziție, diferite instrumente, voce, pedagogie muzicală etc. 
Primul conservator, instituție de pregătire muzicala publică finanțată de stat, este Conservatorul Național de Muzică și Declamație din Paris (1795). Alte conservatoare din aceeași perioadă sunt Conservatorul din Praga (1811), Școala Superioară de Muzică și Artă din Viena (1817) și Academia Regală de Muzică din Londra (1822). 
Conservatoarele din Iași și București au fost înființate în anii 1860, respectiv 1864. 
Educația muzicală este universală în școlile din România. Printre altele, se învață concentrarea, numărarea, ascultarea atentă și activitățile în grup într-un context creativ.